# Głuchów (Wieluń)
Pour les articles homonymes, voir Głuchów.
Głuchów est une localité polonaise de la gmina de Konopnica, située dans le powiat de Wieluń en voïvodie de Łódź.